# Herb Ellis
Mitchell Herbert „Herb” Ellis (ur. 4 sierpnia 1921 w Farmersville w stanie Teksas, zm. 28 marca 2010 w Los Angeles) – amerykański gitarzysta jazzowy.

## Życiorys
Był synem Cilfforda i Marthy (z d. Kennedy) Ellisów. Już jako małe dziecko lubił muzykę i grał na harmonijce ustnej i banjo. Mając 9 lat zainteresował się gitarą, na której ćwiczył w każdej wolnej chwili. Kiedy w radiu usłyszał brzmienie gitary elektrycznej, na której grał George Barnes, postanowił zostać zawodowym muzykiem. Jeszcze przed rozpoczęciem w 1939 studiów w North Texas State College stał się warsztatowo kompletnym gitarzystą. Na uczelni, której wydział muzyczny przeistoczył się w późniejszych latach w prestiżowe centrum edukacji jazzowej (The University of North Texas College of Music), nie było wówczas zaawansowanego kursu gitary, więc Ellis wybrał studia w klasie kontrabasu. Podczas pobytu w kolegium poznał Jimmy’ego Giuffrego (dzielił z nim pokój) oraz pierwszy raz usłyszał nagrania Charliego Christiana, które bardzo go zafascynowały. Za sprawą tych dwóch muzyków zdecydował, że po studiach sam również będzie grał jazz. Niestety wskutek braku funduszy w 1941 musiał zrezygnować z nauki i przez pół roku jeździł z koncertami, występując w orkiestrze uniwersyteckiej stanu Kansas. Następnie przeniósł się do Kansas City w Missouri, gdzie występował w klubach, doskonaląc swój oryginalny styl, który nawiązywał do gitarowych rozwiązań Christiana i zawierał elementy muzyki country. Po przystąpieniu Stanów Zjednoczonych do wojny chciał wstąpić do wojska, ale został odrzucony ze względu na wykryte u niego szmery serca.
W 1943 zaangażował się do popularnej orkiestry tanecznej, Casa Loma, prowadzonej wówczas przez saksofonistę Glena Graya. Dzięki temu został zauważony przez czasopisma jazzowe, które pochlebnie recenzowały grę młodego gitarzysty. W latach 1945–1947 pracował w big-bandzie Jimmy’ego Dorseya. W orkiestrze Dorseya grał także jego kolega z Casa Loma, pianista Lou Carter oraz kontrabasista i skrzypek, Johnny Frigo. Dzięki temu ostatniemu nastąpił zwrot w karierze Ellisa, który znacząco wpłynął na jej dalszy przebieg.

Lou Carter: Big-band Dorseya miał sześciotygodniową przerwę w koncertach, a my trzej byliśmy już zgrani ze sobą. Johnny Frigo, który nieco wcześniej odszedł z orkiestry, znał właściciela hotelu Peter Stuyvesant w Buffalo. Pojechaliśmy tam i zostaliśmy na pół roku. Tak powstało trio Soft Winds.

Powstała pod koniec 1947 grupa Soft Winds była wzorowana na triu Nata „Kinga” Cole’a. Choć zyskała uznanie krytyki, nigdy nie osiągnęła sukcesu komercyjnego. Istniała do 1952. W tym czasie Oscar Peterson podczas swojej wizyty w Buffalo zagrał z Ellisem na nocnym jam session. Kiedy rok później Barney Kessel odszedł z tria Petersona, ten na jego miejsce zaangażował Ellisa, tworząc „najwspanialsze w historii jazzu trio o składzie: fortepian, kontrabas i gitara”. Grając w grupie Petersona, której trzecim członkiem był Ray Brown, Ellis stał się jednym z najbardziej cenionych gitarzystów jazzowych. Trio stanowiło również „firmową sekcję rytmiczną” wytwórni płytowej Verve Normana Granza, akompaniując m.in. takim gwiazdom jak Ben Webster, Dizzy Gillespie, Ella Fitzgerald, Louis Armstrong i Stan Getz. Było ponadto filarem koncertów Jazz at the Philharmonic, organizowanych przez Granza w USA, Europie i Japonii.
W listopadzie 1958 Ellis odszedł z tria Petersona i do 1960 jeździł z koncertami jako członek zespołu Elli Fitzgerald. Zmęczony ciągłymi podróżami, w 1962 osiadł w Los Angeles i skoncentrował się głównie na pracy muzyka studyjnego. Nagrywał płyty, muzykę do filmów i grał w telewizyjnych zespołach muzycznych, występujących w popularnych programach gwiazd amerykańskiego małego ekranu: Steve’a Allena, Regisa Philbina, Danny’ego Kaye’a, Joeya Bishopa, Delli Reese i Merva Griffina.
W latach 70. XX w. podjął się przedsięwzięcia, na które decydują się tylko niekwestionowani wirtuozi. Zaprosił bowiem do współpracy wybitnych gitarzystów jazzowych. Początkowo występował w duetach z Joe Passem i Barneyem Kesselem. Następnie wraz z Kesselem i Charliem Byrdem stworzył grupę Great Guitars (grywał w niej także Tal Farlow), której liczne koncerty i płyty cieszyły się dużym powodzeniem. Współpracował również z innymi, nie mniej słynnymi gitarzystami – Freddiem Greenem, Laurindo Almeidą i Larrym Coryellem.
Ellis pozostał aktywnym muzykiem niemal do końca lat 90. Kres jego pracy położyła rozwijająca się choroba Alzheimera, która także stała się przyczyną śmierci artysty. Ellis zmarł we własnym domu w Los Angeles o poranku 28 marca 2010.

### Małżeństwo
W 1956 poślubił Patti z d. Gahagan, która przeżyła męża. Miał z nią dwoje dzieci – córkę, Kari i syna, Mitchella.

## Instrumentarium
Przez wiele lat swojej kariery Ellis grał na gitarach marki Gibson. Od 1949 niemal wyłącznie używał modelu ES-175, który stał się ikoną gitary jazzowej. Dla uhonorowania gitarzysty firma opatrzyła jego nazwiskiem model ES-165. Gibson ES-165 „Herb Ellis” stał się następnie jedną z najpopularniejszych gitar jazzowych w katalogu firmy. Jednakże w latach 1978–1986 głównym instrumentem artysty była gitara Aria Pro II PE-175 „Herb Ellis”, wykonana specjalnie dla niego przez japońską fabrykę Matsumoku.

## Wyróżnienia
- 1994 Wprowadzenie do Arkansas Jazz Hall of Fame[8]
- 1997 Doktor honoris causa University of North Texas College of Music

## Dyskografia
| - 1956/2006 Ellis in Wonderland (Norgran/Verve) - 1957 Herb Ellis (Verve) - 1958/1994 Nothing But the Blues (Polygram) - 1959/1999 Herb Ellis Meets Jimmy Giuffre (Polygram) - 1960 Thank you, Charlie Christian (Verve) - 1962 Softly... But with That Feeling (Concord) - 1962/2009 The Midnight Roll • Herb Ellis and the All Stars (Epic/Wounded Bird) - 1963/1995 Herb Ellis & Stuff Smith • Together! (Koch) - 1963/2009 Three Guitars in Bossa Nova Time (Wounded Bird) - 1964/2009 Guitar/Guitar • Herb Ellis & Charlie Byrd (Wounded Bird) - 1965 Herb Ellis Guitar (Columbia) - 1965 Man with the Guitar (Universal) - 1969/2005 Hello Herbie • The Oscar Peterson Trio with Herb Ellis (Verve) - 1972 Jazz/Concord (Concord) - 1973/2003 Herb Ellis/Joe Pass • Seven, Come Eleven (Concord) - 1974/1996 Herb Ellis/Joe Pass • Two for the Road (Pablo/Original Jazz Classics) - 1974/1990 After You've Gone (Concord) - 1974 Soft Shoe (Concord) - 1975 Hot Tracks (Concord) - 1977 Rhythm Willie • Herb Ellis & Benny Green (Concord) - 1978/1990 Soft & Mellow (Concord) - 1979 Herb Ellis at Montreux (Concord) - 1988 Doggin' Around • Herb Ellis & Red Mitchell (Concord) - 1990 Great Guitars (Concord) | - 1991 Roll Call (Justice) - 1994 Texas Swings (Justice) - 1995 An Evening with Herb Ellis (Jazz Focus) - 1996 Down-Home (Justice) - 1996 Return of the Great Guitars (Concord) - 1998 Joe’s Blues • Joe Pass with Herb Ellis (Delta) - 1998 The Concord Jazz Heritage Series • Herb Ellis (Concord) - 1999 Burnin’ • The Herb Ellis Trio (Acoustic Music) - 1999 Gravy Waltz • The Best of Herb Ellis (Sundazed Music Inc.) - 2001 Great Guitars Live - At the Winery • At Charlie’s Georgetown (2CD) (Concord) - 2002 Herb Ellis/Ray Brown Sextet • In the Pocket (2CD) (Concord) - 2003 Straight Ahead • Monty Alexander, Ray Brown, Herb Ellis (Concord) Z Johnnym Frigo - 1957/2004 I Love John Frigo • He Swings (Verve) Z Oscarem Petersonem - 1990 The Legendary Oscar Peterson Trio Live at the Blue Note (Telarc) Z Melem Brownem - 1967 Chicken Fat (Impulse!) Z Stanem Getzem - 1956/1990 For Musicians Only (Polygram) Z Gáborem Szabó - 1967 Wind, Sky and Diamonds (Impulse!) |

## DVD
- 2004 Herb Ellis • Swing Jazz • Solo and Comping (Warner Bros.)
- 2006 Herb Ellis Live (Quantum Leap)